# Azamara Pursuit
Azamara Pursuit (Anciennement le R-Eight de Renaissance Cruises puis le Minerva II de Swan Hellenic Cruises puis le MS Royal Princess de Princess Cruiseset enfin Adonia) est un navire de croisière appartenant à la société Azamara Cruises.
Ce navire de classe R a été construit en 2001 comme R-Eight pour Renaissance Cruises, aux Chantiers de l'Atlantique en France. À la suite de la faillite de cette société, le R-Eight a été vendu à Swan Hellenic Cruises, et fut rebaptisé Minerva II. Il a ensuite été transféré à Princess Cruises qui l'a exploité sous le nom Royal Princess à partir d'avril 2007. En 2009 il est à nouveau transféré, vers la flotte P & O Cruises, et entre en service le 21 mai 2011 sous le nom d’Adonia. Il est racheté en 2017 par la compagnie Azamara Cruises et renommé Azamara Pursuit.